# Хоробор
Хоробор — древнерусский город Черниговской земли, существовавший в XII—XVII веках. По мнению большинства учёных, он находился на месте современного посёлка Макошино.

## История
Хоробор впервые упомянут в Ипатьевской летописи под 1153 годом. В летописном известии 1235 года он указан наряду с Сосницей и Сновском как один из городов поречья Десны. В 1239 году город был разрушен монгольским войском, в дальнейшем вновь отстроен. С середины XIV века под властью Великого княжества Литовского. В 1399 году князь Витовт пожаловал его за заслуги в битве на Ворскле воеводе Ивану Глинскому. Вероятно, Хоробор упоминается в «Истории» Лаоника Халкокондила под названием Хоробион. По описанию 1527 года, отражающему обстановку конца XV века, Хоробор насчитывал 100 дымов. Последнее упоминание города относится к 1581 году. Возможно, Хоробор был разрушен в Смутное время.

## Локализация
В XIX—XX веках исследователи предлагали различные варианты локализации Хоробора: Хоробичи, Короп, Мена. В наши дни Хоробор связывают с городищем, расположенным в посёлке Макошино близ впадения в Десну ручьёв Хоробор и Бобрик. В 2003 году в Макошине установили памятный знак в честь 850-летия Хоробора.